# Nombre 200
El nombre 200 és el nombre natural que segueix el nombre 199 i precedeix el nombre 201. Es pot escriure 200 en el sistema de numeració àrab o CC en nombres romans.
La seva representació binària és 11001000, la representació octal 310 i l'hexadecimal C8.
La seva factorització en nombres primers és 2³ × 5²; altres factoritzacions són 1 × 200 = 2 × 100 = 4 × 50 = 5 × 40 = 8 × 25 = 10 × 20.
Ocurrències del nombre dos-cents:
- 200 és el prefix telefònic de serveis del govern del Canadà.
- Un bicentenari és un esdeveniment que passa als 200 anys d'algun moment.
- Hi ha un bitllet de 200 euros, però és el menys usat de tots.
- Es cobren dos-cents dòlars en passar per la sortida al Monopoly.
- Designa l'any 200 i el 200 aC.